# Nissan Trade
El Nissan Trade és un vehicle comercial lleuger produït entre 1986 i 2001 per Nissan Motor Ibérica, S.A., la filial espanyola del fabricant japonès Nissan. El Trade es venia en versions furgoneta i xassís-cabina; els vehicles xassís-cabina van ser produïts fins a 1998, mentre que les furgonetes es van fabricar fins a 2001.
El Nissan Trade es va llançar al mercat com una versió renovada dels Ebro seriï F / Trade, després que Nissan completés l'adquisició del fabricant espanyol Ebro. Aquests vehicles —la producció dels quals es va iniciar en 1976— també havien estat venuts per la marca espanyola Avia, amb els noms Avia 1000, Avia 1250 i Avia 2000.

## Història
En 1976 els fabricants espanyols Ebro i Avia (aquest últim absorbit per Ebro) van llançar al mercat un nou vehicle comercial que portava sent dissenyat per Aeronáutica Industrial S.A. (AISA) des de 1973, per a reemplaçar als obsolets Ebro F100 i F108. Avia va vendre el model amb les denominacions 1000, 1250 i 2000, mentre que Ebro va utilitzar els noms F260, F275, F350 i, posteriorment, Trade (un nom anglès que significa «comerç»). Totes aquestes versions d'Ebro i Avia tenien molt poques diferències estètiques i eren propulsades per motors Perkins dièsel.
En 1979 Nissan va comprar una part de Motor Ibérica, i més tard, en 1986, va completar l'adquisició i va prendre el control de l'empresa. Després de la compra del fabricant per part de Nissan, les furgonetes i vehicles xassis-cabina Ebro / Avia van continuar en producció sota la marca japonesa, sent reestilitzats i venuts amb el nom Nissan Trade. Els motors Perkins van ser tots substituïts pels del fabricant nipó.
En 1989 i 1991 el model va rebre nous canvis estètics; els últims van ser realitzats pel dissenyador Francisco Podadera. Els últims canvis van incloure també un nou quadre de comandament, volant i miralls retrovisors, entre altres detalls.
En 1992 es van arribar a fabricar 21 000 unitats del Trade, i partir de 1993 va ser produït per al mercat alemany.
En 1997 va ser revisada la gamma de motors per a adaptar-se a la reglamentació d'emissions Euro II, sent augmentada la potència, i també es van realitzar algunes millores en l'equipament; l'aïllament de la cabina va ser millorat afegint una mampara d'insonorització, i es va realitzar també una millora de l'aïllament del motor.
En 2001 va sortir de la fàbrica l'última unitat del Nissan Trade, posant fi a una producció que va durar gairebé 25 anys.

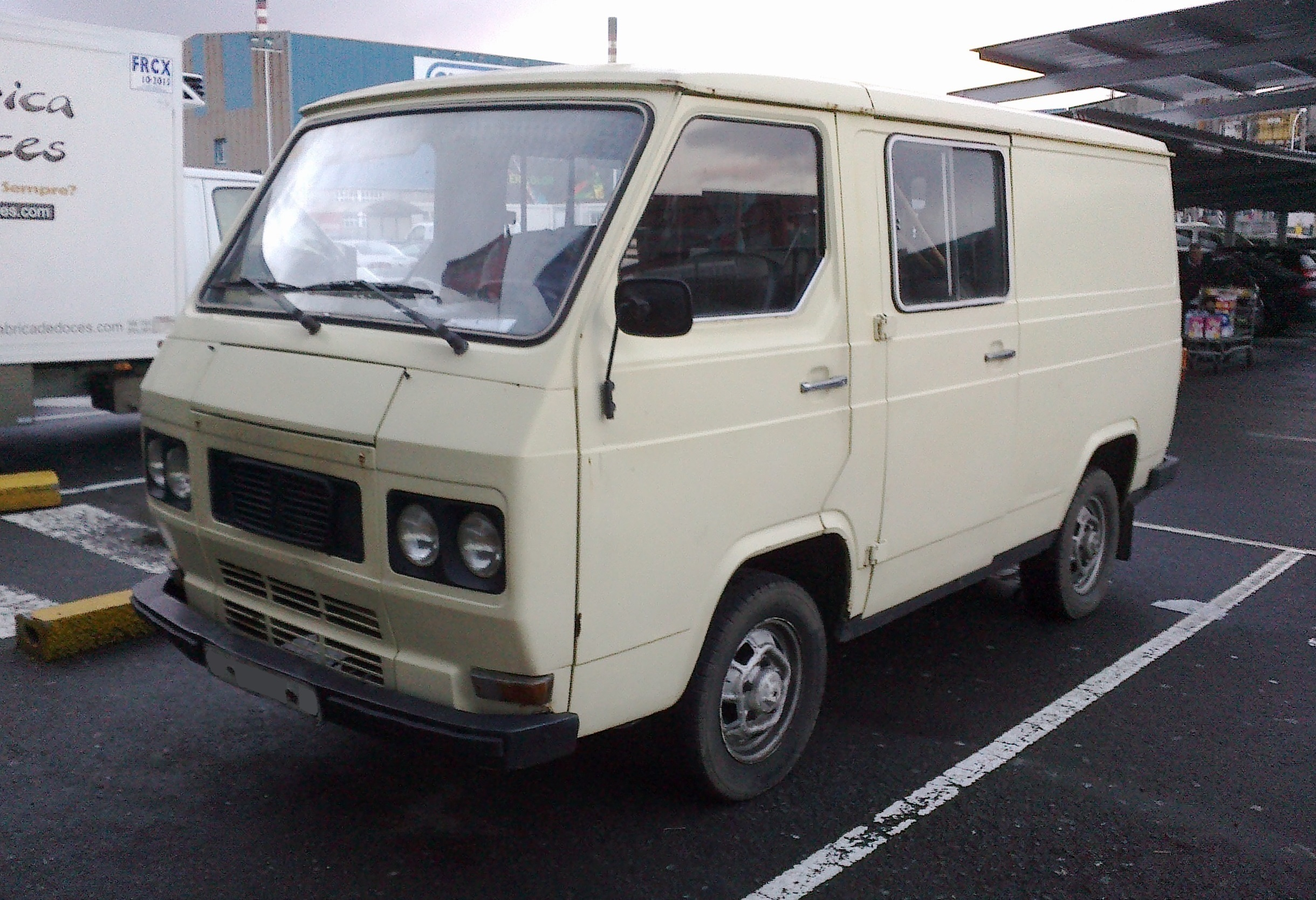
Una furgoneta Avia de la primera sèrie, fabricada en 1980.
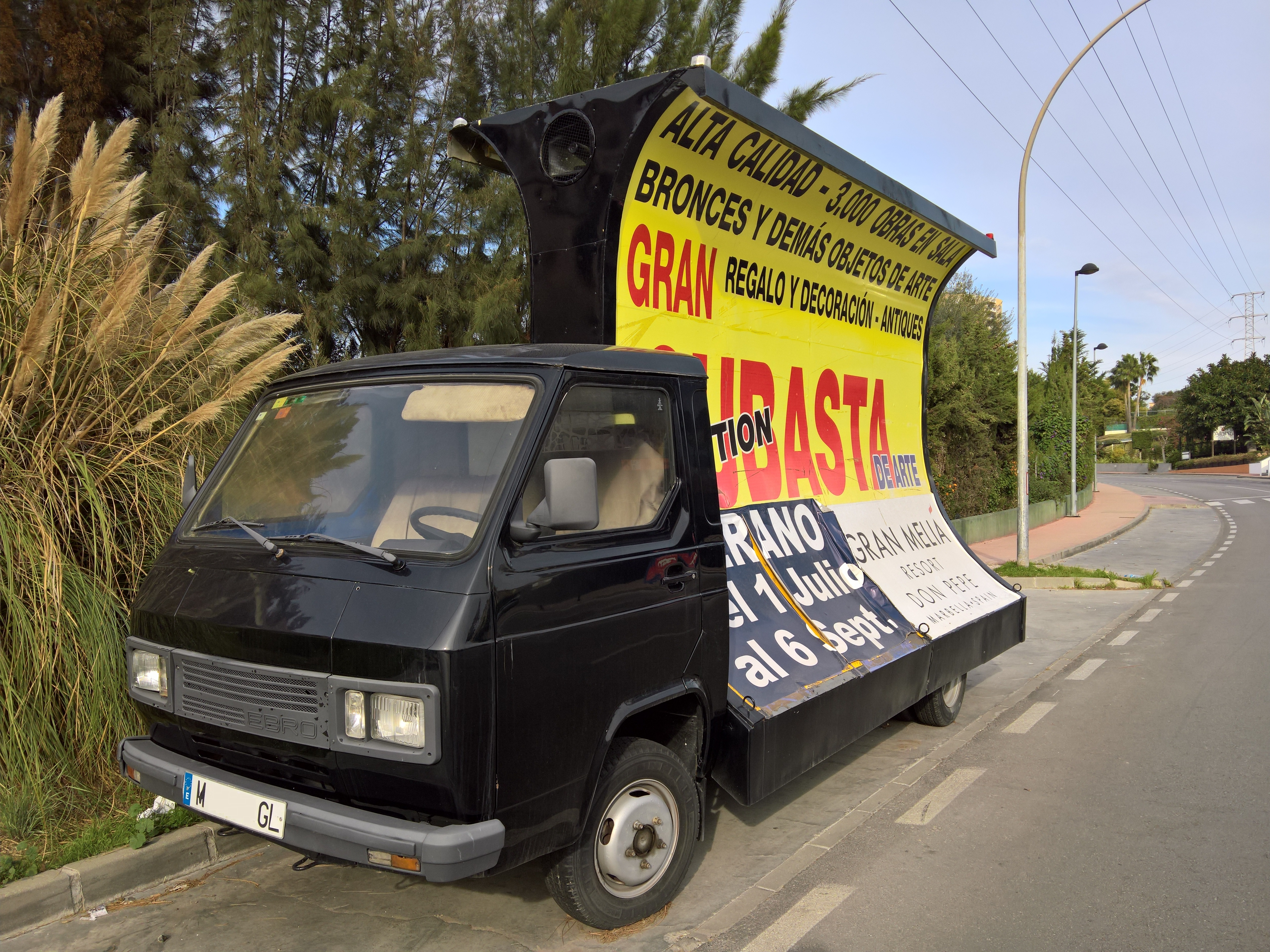
Ebro seriï F de 1985 (segona fase del model).

## Versions
Mentre va ser comercialitzat per Ebro i Avia, el model equipava un motor Perkins 4.108 en les seves versions més lleugeres i el Perkins 4.165 per a les de major capacitat. Les versions amb menor capacitat de càrrega tenien tracció davantera, mentre que les preparades per a un transport més pesat disposaven de tracció posterior.
El Nissan Trade s'oferia amb dues configuracions de carrosseria: furgoneta i xassís-cabina per a carrossar. Les versions furgoneta estaven disponibles amb fins a nou places (Trade Combi), i també es venia una versió més llarga i alta denominada «Trade Largo». Quant a la versió xassís-cabina, estava disponible amb cabina simple de tres places o doble de sis places.
Va existir a més la versió Trade Van, que tenia un equipament encara més senzill i disposava de portes laterals de fulla batent, en lloc de porta corredissa.
A Colòmbia el xassís del Trade era utilitzat per a fabricar microbusos, i per a Egipte va ser dissenyada una versió Combi 15 que era usada com a microbús turístic.
A causa del seu disseny i equipament obsolets (sense bosses d'aire i sense ABS en els anys 90), el Trade no va ser molt popular en alguns països europeus. Era un vehicle que, a causa de la seva antiguitat, no oferia un gran confort com el de models dels anys 90 com la Renault Kangoo o la segona generació del Renault Master, ni un gran nombre d'equips de sèrie o opcionals. No obstant això, estava disponible com a opció la direcció assistida i era un vehicle mecànicament fiable.
A partir de 1993 va estar disponible una versió amb un motor turbodiésel de 2,8 litres i 86 CV de potència.
En 1995 es va llançar una versió amb un motor de 3,0 litres turbodiésel amb injecció directa, intercooler i 106 CV provinent del Nissan Patrol.
En 1997 es va llançar una versió propulsada per un motor turbodiésel de 2,5 litres amb injecció directa i 75 CV.
En 1998 va finalitzar la producció i venda de les versions xassissos-cabina, sent reemplaçades pels camions lleugers Nissan Cabstar. Les versions furgoneta, no obstant això, es van mantenir en producció fins a l'any 2001, sent substituïdes per les Nissan Interstar.

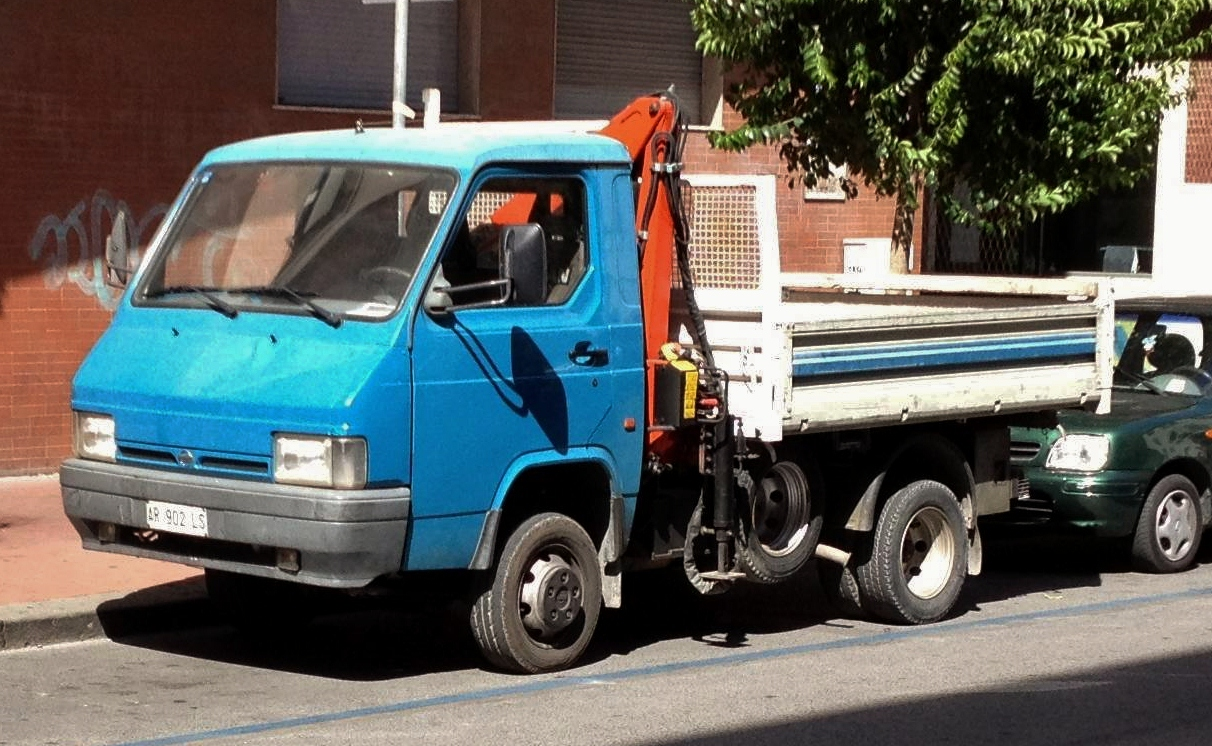
Nissan Trade xassís-cabina, amb grua i caixa oberta.
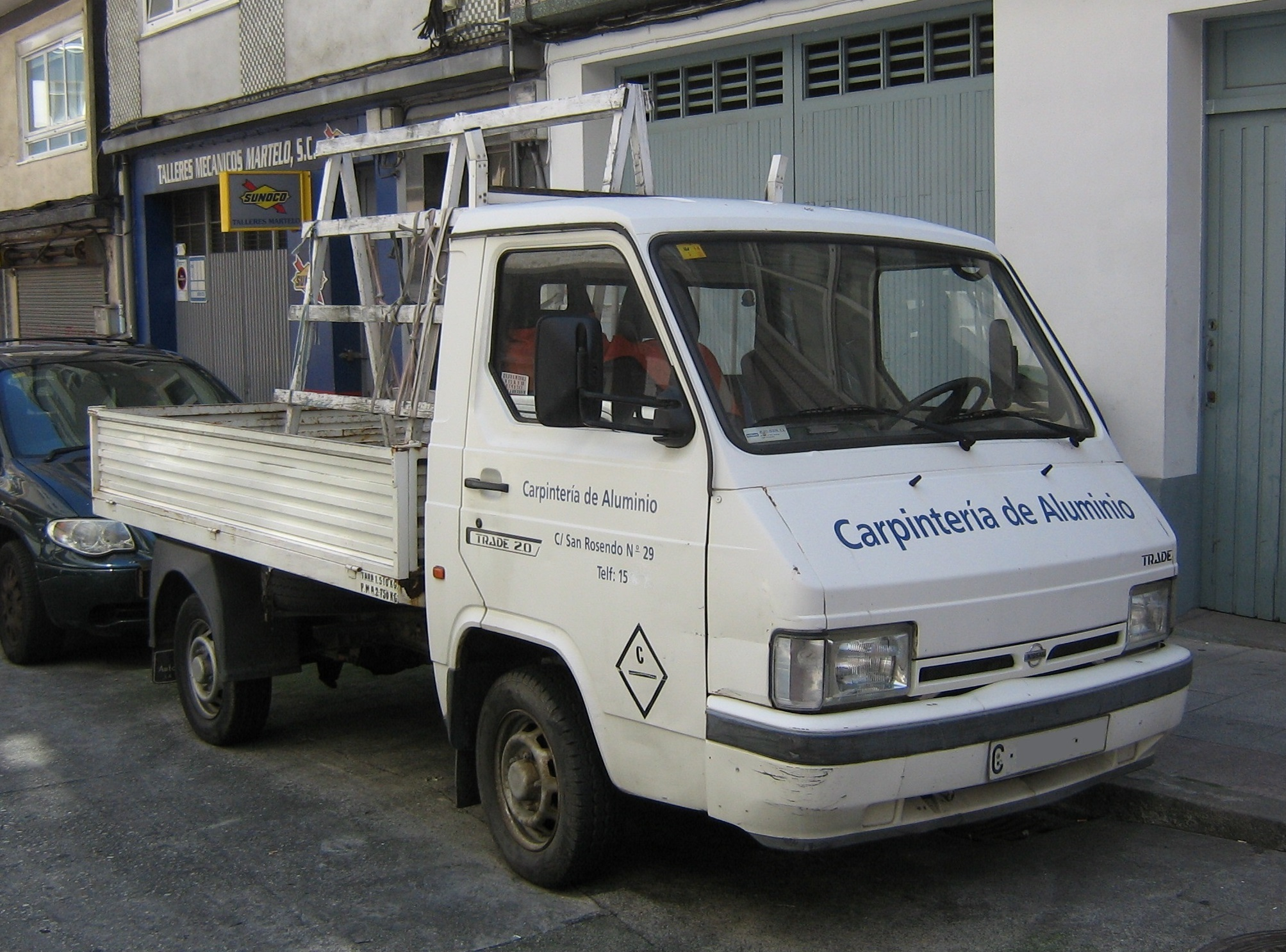
Un Nissan Trade xassís-cabina carrossat com una camioneta de caixa oberta.
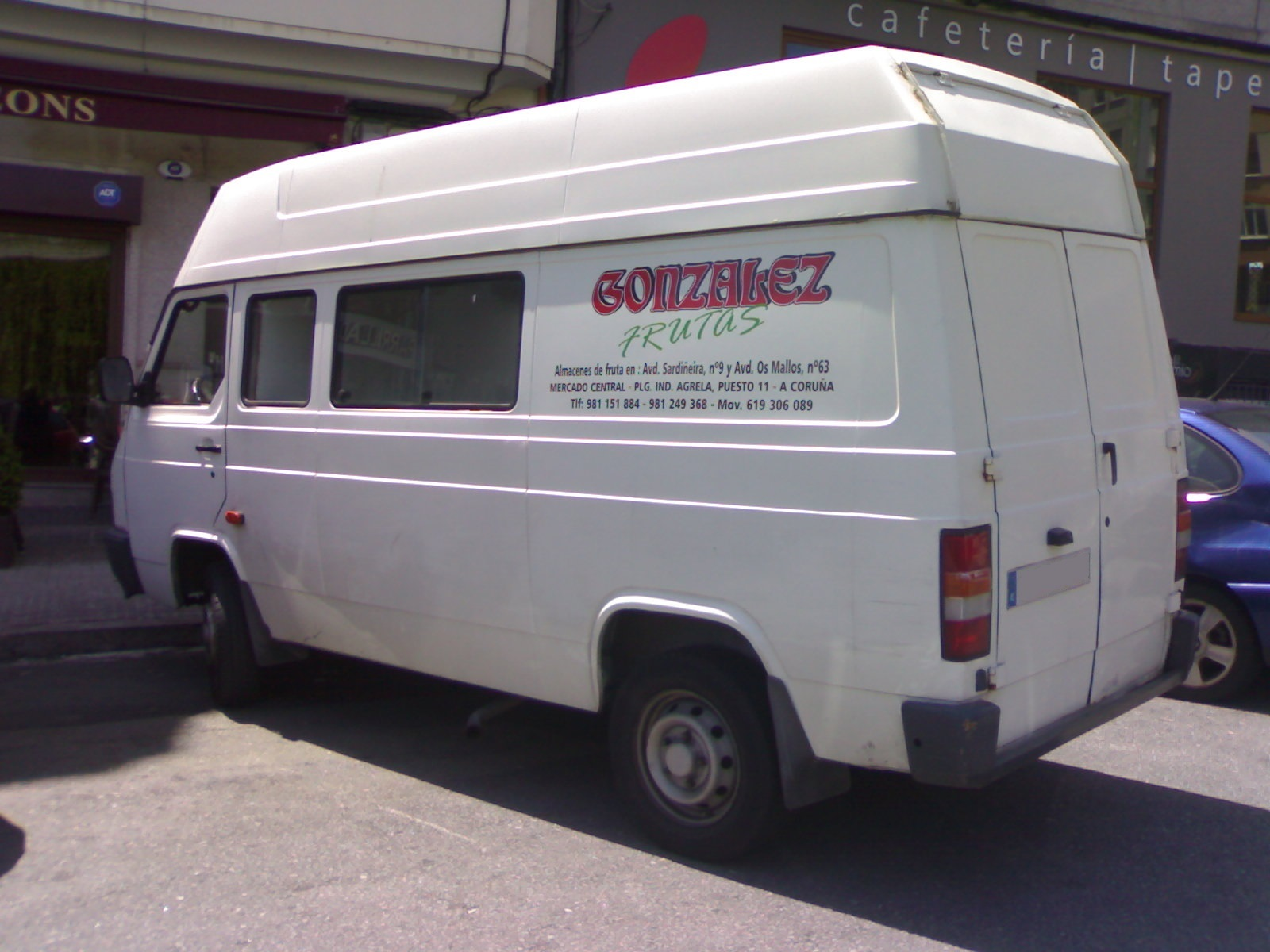
Furgoneta Nissan Trade Largo.
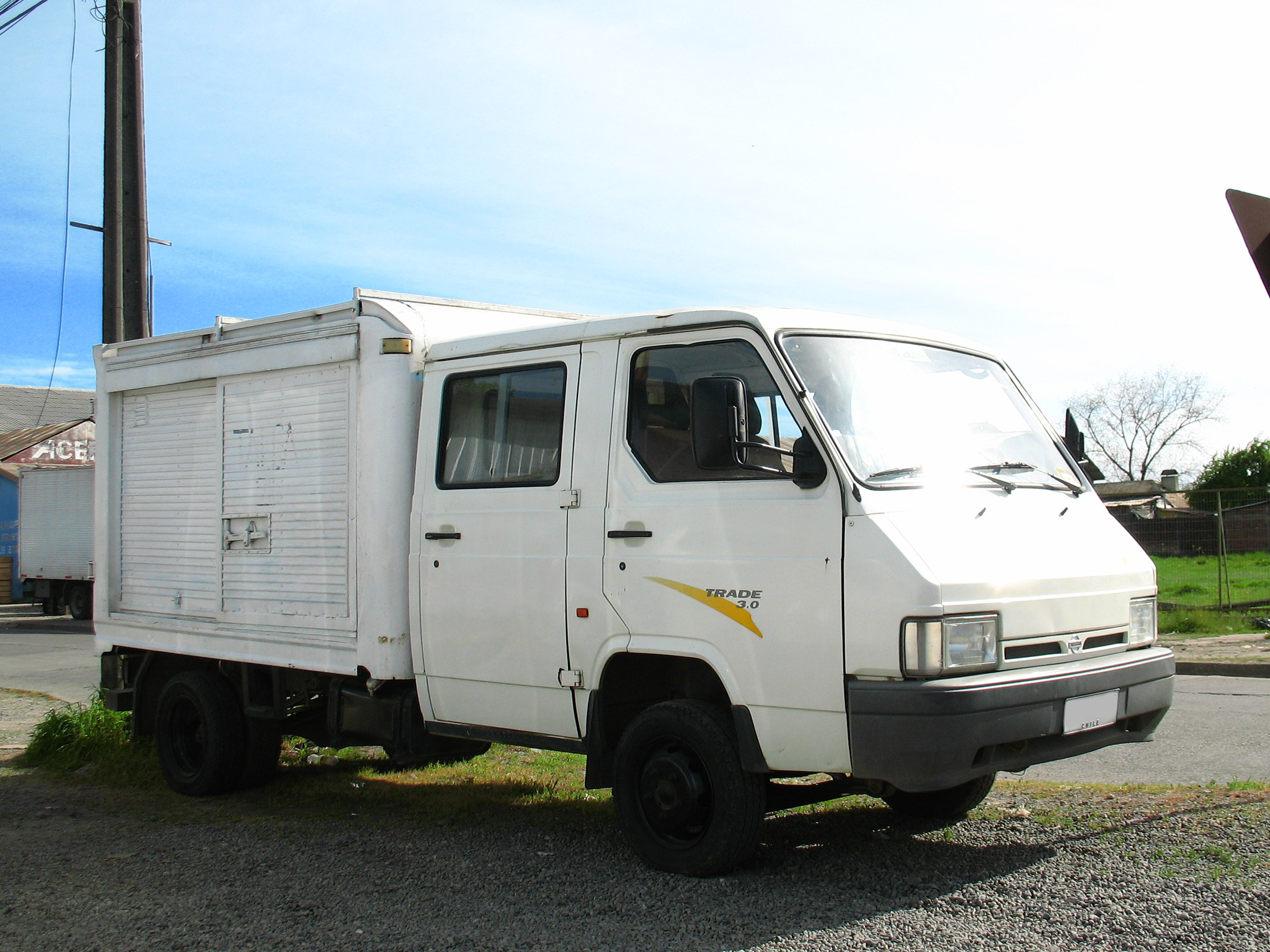
Nissan Trade en versió xassís-cabina doble.
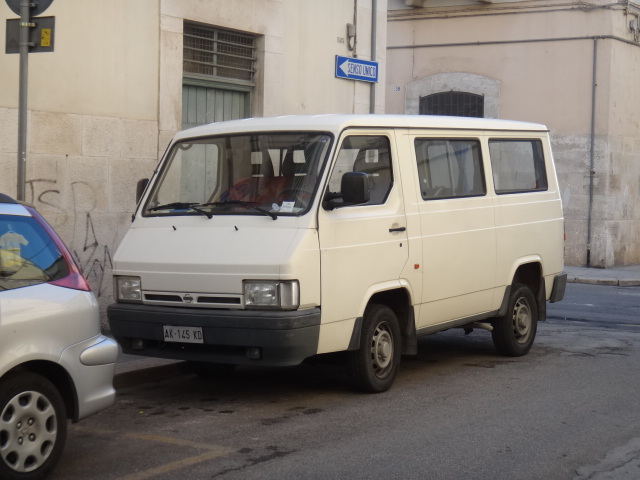
Nissan Trade Combi (versió mixta per a passatgers i càrregues).

## Motors

### Ebro
- F260 i F275: Perkins 4.108 dièsel de quatre cilindres en línia i 47 CV.[4]
- F350: Perkins 4.165 de 65,5 CV amb injecció indirecta.

### Nissan
- Nissan 2.0 dièsel de 60 CV.
- Nissan 2.3 dièsel de 70 CV i 4 cilindres en línia.
- Nissan A4.28 2.8 L dièsel de 75 CV i 4 cilindres en línia.
- Nissan A4.28T 2.8 L dièsel amb turbocompressor de 86 CV i 4 cilindres en línia.
- Nissan BD30 3.0 L dièsel amb injecció directa de 98 CV i 4 cilindres en línia.
- Nissan BD30T 3.0 L de 110 CV amb turbocompressor, intercooler i injecció directa.